# Honnigmannsche Ausspanne

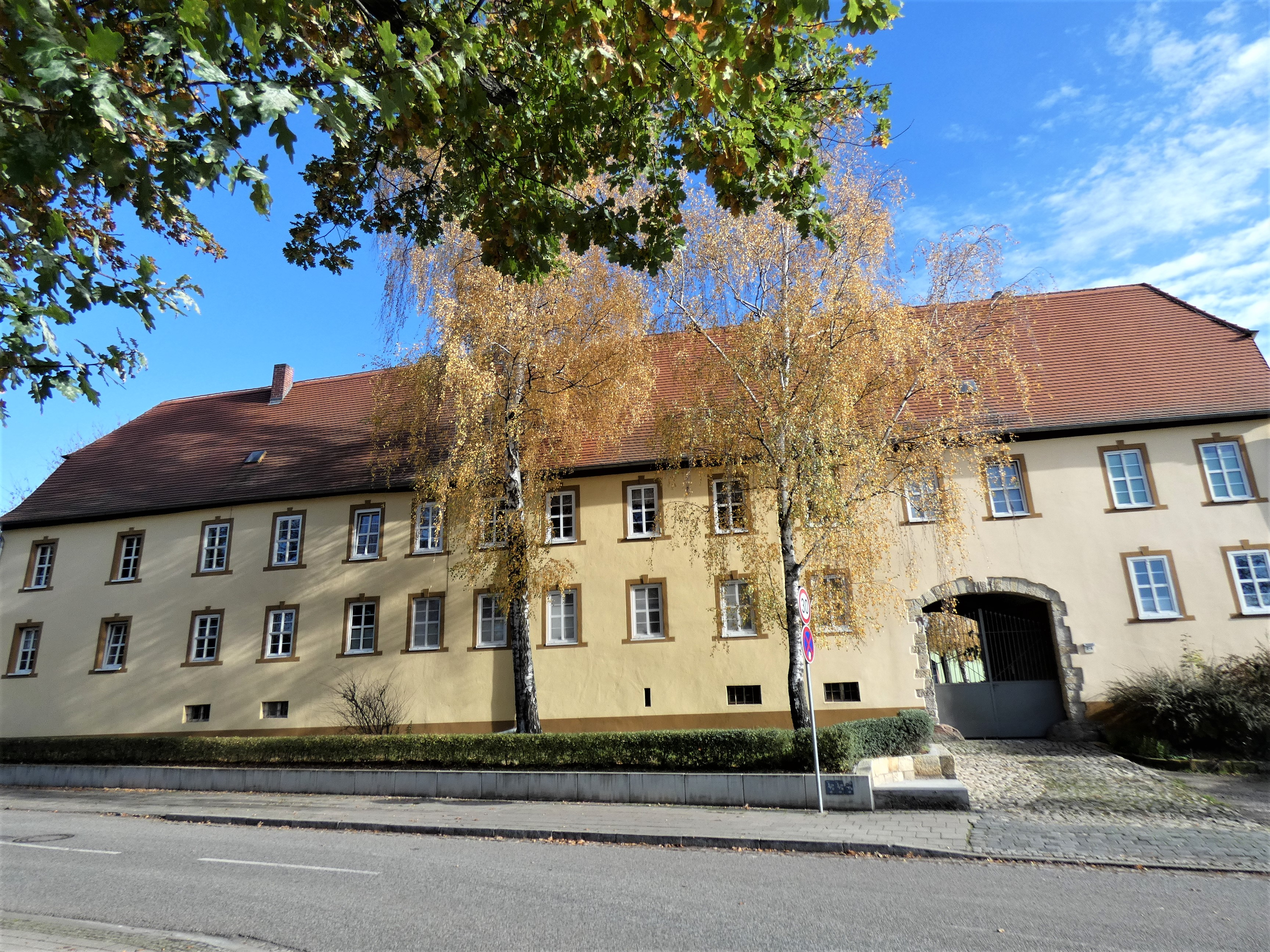
Honnigmannsche Ausspanne

Die Honnigmannsche Ausspanne ist eine denkmalgeschützte Ausspanne in der Stadt Bad Lauchstädt in Sachsen-Anhalt. Im örtlichen Denkmalverzeichnis ist die Ausspanne unter der Erfassungsnummer 094 20620 als Baudenkmal verzeichnet.
Bei dem Gebäude mit der Adresse Hallesche Straße 2 und 4, gegenüber dem Friedhof, handelt es sich um die so genannte Honnigmannsche Ausspanne. Der breitgelagerte Barockbau von großer städtebaulicher Wirkung stammt in seinem heutigen Erscheinungsbild überwiegend von 1782. Er stand zur damaligen Zeit noch außerhalb des Ortes vor dem Halleschen Tor an der Fernstraße nach Halle. Das Gebäude erstreckt sich zum Teil auch über den Poetenweg.